# Rue de l'Arche-Sèche
La rue de l'Arche-Sèche est une voie de Nantes, en France.

## Situation et accès
Située dans le Centre-ville de Nantes, cette artère bitumée et ouverte en partie à la circulation automobile (le tronçon sud à partir du square Arthur-Colinet est piétonnier), relie la place Royale à la place du Cirque. Elle croise successivement les rues Vauban, de l'Échelle et des Vieilles-Douves, tout en communiquant avec la rue Duvoisin grâce au square Arthur-Colinet.
Trois ponts la franchissent du nord au sud : le pont Sauvetout, le pont de l'Arche-Sèche (double passerelle piétonnière reliant les rues de la Boucherie et Cacault à la rue des Deux-Ponts), le pont de Feltre.

## Origine du nom
La rue doit son nom au « pont de l'Arche-Sèche » qui la franchit.

## Historique
Cette artère est aménagée en 1766 par l'architecte Mathurin Crucy. Elle suit le tracé du chemin appelé « petit chemin des murailles » qui parcourt le fossé longeant la muraille de la porte Sauvetout.
Au XIIIe siècle, Guy de Thouars, gouverneur du duché de Bretagne, souhaitant protéger le port de Nantes, fait creuser un fossé, probablement dans le but de le remplir d'eau, objectif qui ne sera pas atteint. Son successeur, Pierre Mauclerc fait élever de nouveaux remparts. Le creusement de ce fossé dans la roche vise à améliorer la protection de la ville ; l'enceinte romaine ne protégeait pas les ponts, le port fluvial et un nœud routier important. Même insuffisamment profond pour être en eaux en permanence, la présence de cette faille participe à la défense de la ville.
Au fil du temps le fossé devient chemin, et le chemin devient un dépotoir à ciel ouvert. Les travaux de grande ampleur de Crucy transforment le chemin en rue, qui prend le nom de « Bouchardon », puis « Cornic ». L'artère étant encaissée, la communication avec les rues parallèles se fait au moyen d'« échelles », qui sont des chemins pentus jalonnés d'escaliers en ardoise.
Sur la partie Est, Mathurin Crucy réalise la Halle aux toiles. François-Jean-Baptiste Ogée (1760-1845), architecte-voyer du département et de la ville, le premier, dessine une proposition défendue par Mathurin Peccot, mais elle est rejetée par le conseil municipal. Crucy voit son premier plan rejeté, puis le deuxième accepté en 1821. Crucy, vieillissant, doit faire des concessions, et de nombreuses contraintes de style lui sont imposées par Gourlier, rapporteur au conseil des bâtiments civils. L'édifice présente ainsi des frontons, éléments jugés nobles par Crucy, et qu'il n'aurait pas de lui-même inscrits dans un immeuble utilitaire. Le rez-de-chaussée s'ouvre sur la rue de l'Arche-Sèche par 19 portiques arrondis, et est destiné à recevoir les marchands. Le bâtiment mesure 75 m de long, pour 12 m de large. Le premier étage, qui se trouve au niveau de la rue de Feltre, présente côté rue de l'Arche-sèche des ouvertures cintrées à impostes d'archivoltes, au-dessus de chaque ouverture du rez-de-chaussée. Le lieu accueille des marchands de toile et des marchands de fruits et légumes sur ses deux niveaux, et plus tard héberge la collection de peinture de François Cacault.

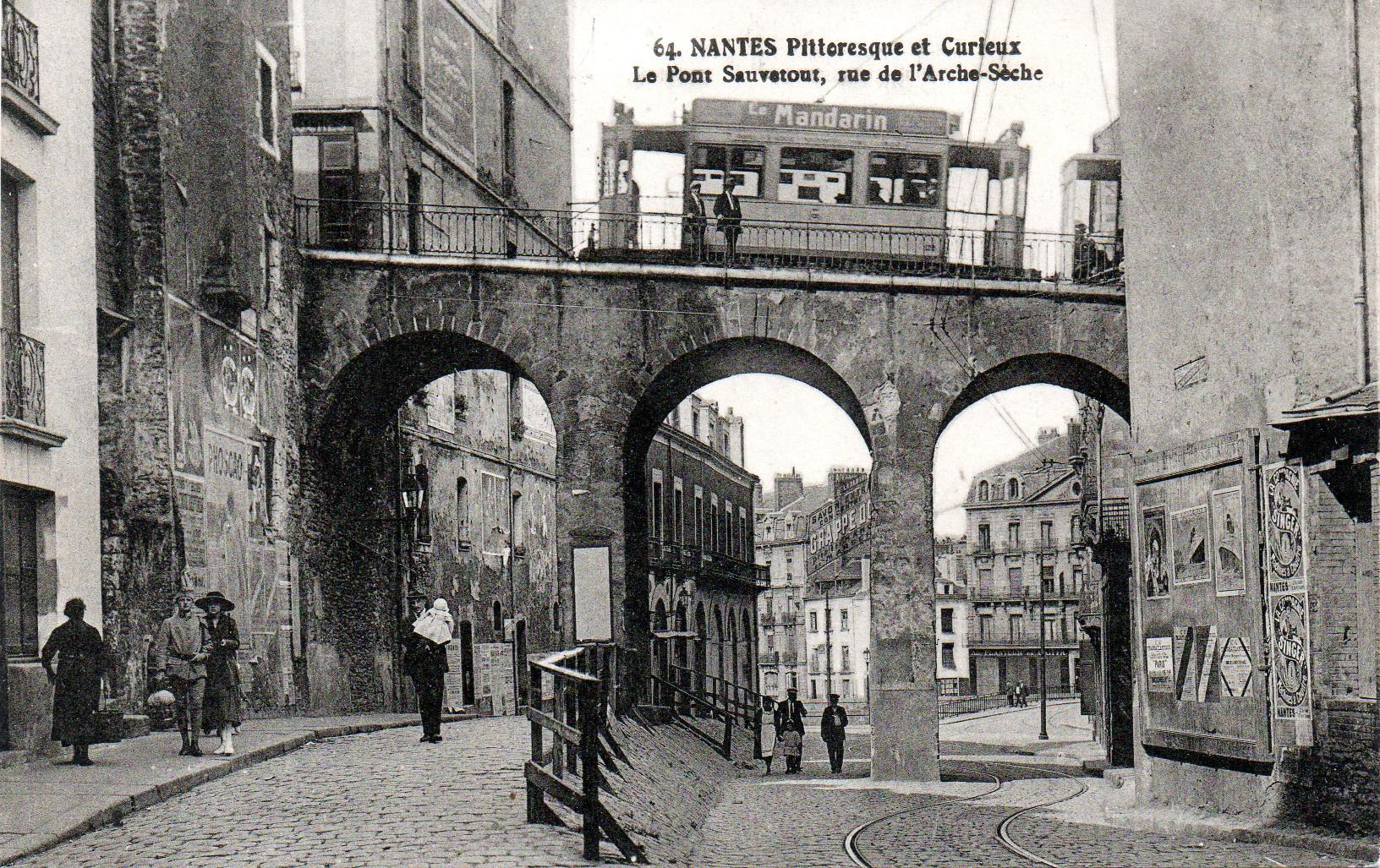
Carte postale ancienne figurant la partie nord de la rue, au niveau du pont Sauvetout.

En 1830, le pont Sauvetout est démoli, et rebâti en 1837. Vers 1835, pour franchir latéralement la rue, un pont de fer est construit ; il est restauré en 1844. En 1834, un cirque est construit sur la place de l'Abreuvoir (l'actuelle place du Cirque), à l'angle de l'allée d'Orléans.
Parmi les commerces installés dans cette rue figurent un commissionnaire expédiant des livraisons vers Paris, Rouen et Bordeaux, un magasin de berlingot nantais, la beurrerie Saillant, et une fabrique de glace. Une boutique de daguerréotypes ouvre en 1839 (magasin Baudoux).
Le romancier Michel Chaillou est né dans cette rue, le 15 juin 1930.
Le Comité d'entente des associations d'anciens combattants de la Loire-Inférieure, fondé en 1932 à l'initiative de Léon Jost, fixe son siège au no 10 de la rue d'Arche-Sèche. C'est là que le 30 juin 1940, Alexandre Fourny, président des Anciens prisonniers de guerre, révèle au bureau du Comité les conditions déplorables dans lesquelles sont détenus les prisonniers des camps de Châteaubriant.
Lors de la Seconde Guerre mondiale, la rue est endommagée par la première vague des bombardements alliés du 16 septembre 1943 sur Nantes.

## Bâtiments remarquables et lieux de mémoire
La base sud de la tour Bretagne se trouve à l'extrémité nord de la rue.
Le marché de Feltre, situé sur le côté est de la rue, ancien marché couvert construit en 1902, a repris le style classique de l'ancien bâtiment de Mathurin Crucy, qu'il a remplacé. Ses murs latéraux présentent des arcades en fonte et un appareillage de brique rouge. Après la Seconde Guerre mondiale, le bâtiment abrite une fabrique de glace, puis est utilisé comme patinoire municipale après 1967. Il fait enfin l'objet de travaux d'extension devant l'entrée principale dans les années 1980, afin d'y accueillir deux magasins : l'un à l'enseigne C&A et l'autre à celui du Forum du Livre.

## Voies secondaires

### Square Arthur-Colinet

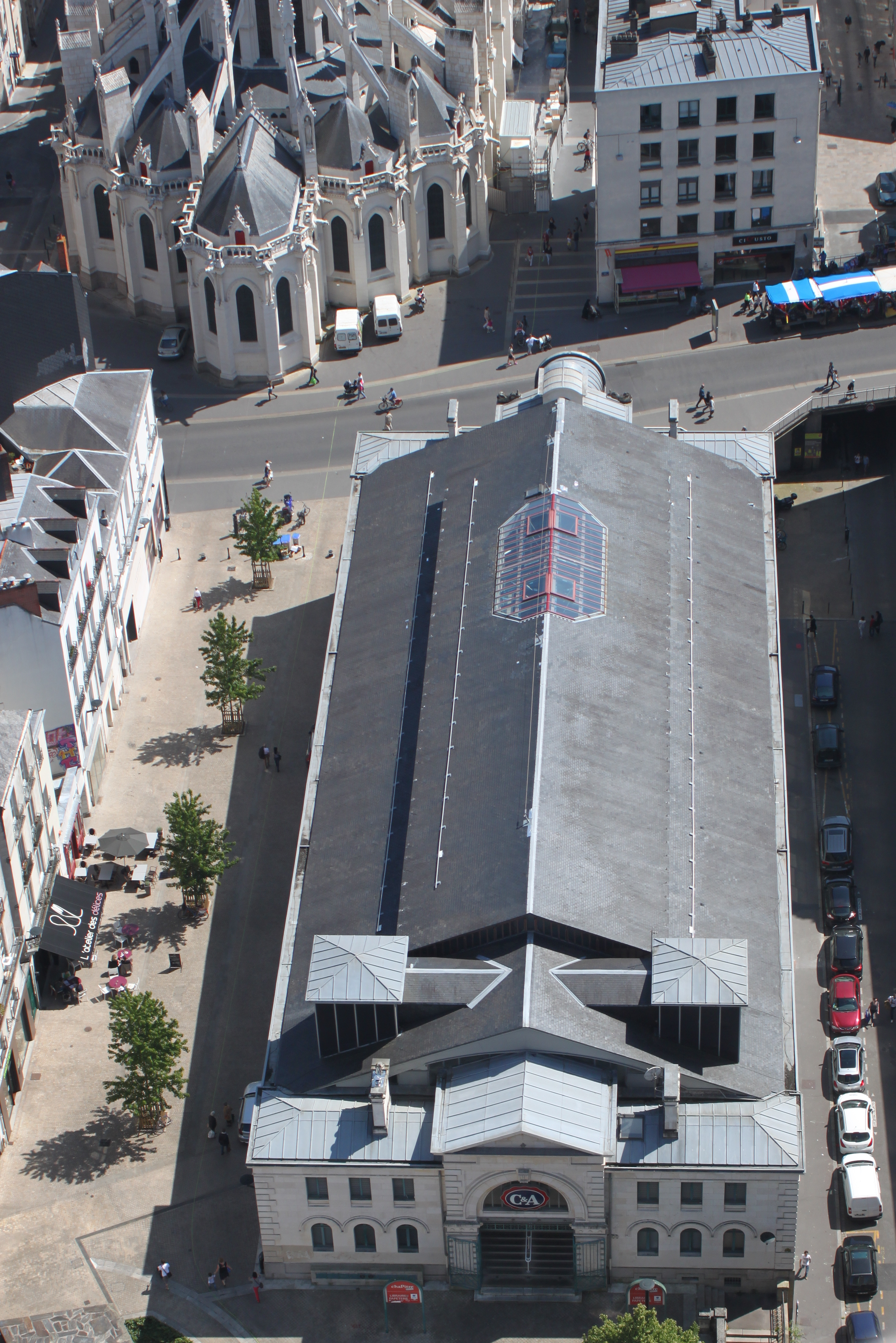
Le marché de Feltre vu de la tour Bretagne.

Localisation : 47° 12′ 56″ N, 1° 33′ 29″ O
Cette placette pavée et plantée d'un érable negundo, permet d'accéder à la rue Duvoisin depuis la rue de l'Arche-Sèche, au moyen d'escaliers qui occupent tout son côté est. Le square est dans l'axe du portail ouest du transept de la Basilique Saint-Nicolas. Le nom qui lui a été attribué rend hommage à Arthur Colinet (1885-1956), organiste, titulaire des grandes orgues de la basilique Saint-Nicolas.